# Al-Hussein orden

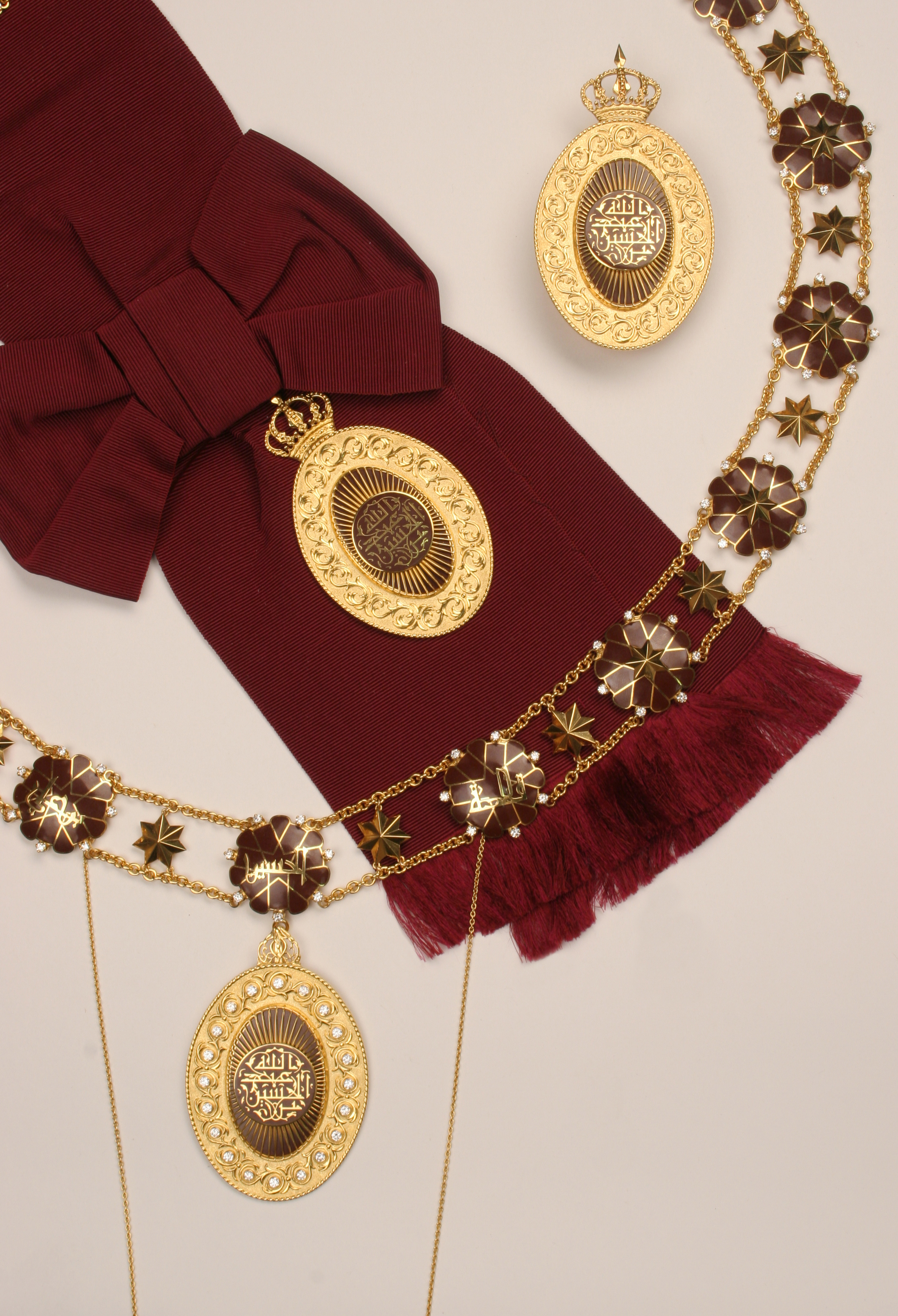
Al-Hussein orden.

Al-Hussein orden, Wisam al-Hussain bin Ali är en orden instiftad den 22 juni 1949 av den jordanske kungen Hussein I. Det är den högsta hedersbetygelsen i Kungariket Jordanien. Orden instiftades med omfattningen av belöna välvilja och utländska statschefer.
Orden är indelad i två klasser:
- kedja
- storkors